# Ildebrando

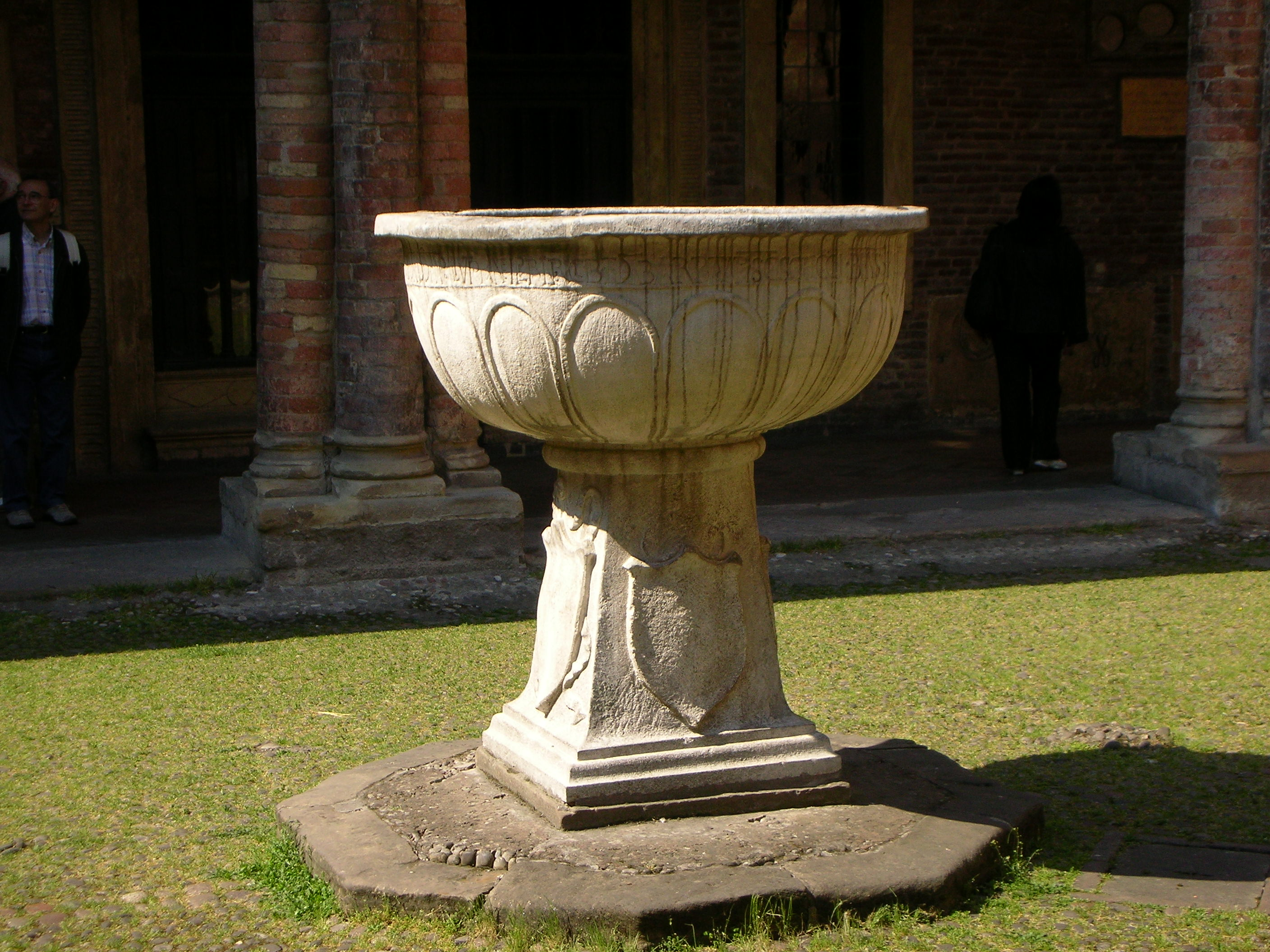
El denominado plato de Pilato, que se conserva en la iglesia de Santo Stefano en Bolonia, mantiene una inscripción de los reyes Liutprando y Ilprando

Ildebrando, también llamado Hildebrando Ildeprando o Ilprando,  fue  rey de los lombardos y  rey de Italia en el año 744.
Casi todos los episodios conocidos de su vida transcurren en ese año 744, cuando tras la muerte del rey Luitprando, Hidebrando, que era su sobrino, asumió el trono. Su gobierno apenas duró de seis a siete meses y fue sucedido por el duque de Friuli Rachis o Raquis
Era hijo del duque de Asti Sigiprando y de una hermana de nombre desconocido de Luitprando. Alrededor del año 732, con el duque de Vicenza Peredeo, había logrado capturar Rávena. 
La conquista, que parecía ser el preludio de la unificación de toda Italia bajo la corona lombarda, resultó ser breve tras la oposición del exarca bizantino Eutichio o Eutiquio último gobernante del Exarcado de Rávena  y del papa Gregorio III, por lo que los lombardos devolvieron la ciudad. Peredeo cayó e Ildebrando fue capturado, dando impulso a los bizantinos, lo que aprovechó el duque bizantino de Perugia, Agatone, que trató de recuperar Bolonia, pero fue derrotado por el ejército lombardo.